# Hello Nasty
Hello Nasty är Beastie Boys femte studioalbum, utgivet den 14 juli 1998.
Albumet blev etta på Billboard 200 och tilldelades en Grammy för bästa alternativa musikalbum. "Intergalactic" och "Body Movin'" var de stora hitarna från albumet och dessutom de enda två låtar som gruppen placerat på svenska Trackslistan, den senare i en remix av Fatboy Slim.

## Låtlista
1. "Super Disco Breakin'" - 2:07
2. "The Move" - 3:35
3. "Remote Control" - 2:58
4. "Song for the Man" - 3:13
5. "Just a Test" - 2:12
6. "Body Movin'" - 3:03
7. "Intergalactic" - 3:51
8. "Sneakin' Out the Hospital" - 2:45
9. "Puttin' Shame in Your Game'" - 3:37
10. "Flowin' Prose" - 2:39
11. "And Me" - 2:52
12. "Three MC's and One DJ" - 2:50
13. "The Grasshopper Unit (Keep Movin')" - 3:01
14. "Song for Junior" - 3:49
15. "I Don't Know" - 3:00 (med Miho Hatori från Cibo Matto)
16. "The Negotiation Limerick File" - 2:46
17. "Electrify" - 2:22
18. "Picture This" - 2:25
19. "Unite" - 3:31
20. "Dedication" - 2:32
21. "Dr. Lee, PhD" - 4:50 (med Lee "Scratch" Perry)
22. "Instant Death" - 3:22